# Pana (Zentralafrikanische Republik)
Pana ist ein Berg der Zentralafrikanischen Republik. Er liegt im nördlichen Teil des Yadé-Massivs.

## Geographie
Der Berg liegt in demselben Höhenzug wie der nächsthöhere Koun Nzoro. Er liegt allerdings weiter westlich, westlich der Straße zwischen Nzoro und Ngaoundaye. Er erreicht eine Höhe von 1183 m. Er liegt in der Präfektur Lim-Pendé. Nahegelegene Gipfel sind Fa (809 m), Koré (979 m) und Pahi (1071 m).